# Skupina 4 (mobilizace 1938)
Skupina 4 byla vyšší jednotkou v síle brigády, působící v rámci I. sboru a jejím úkolem byla obrana delší části takzvané Vltavské linie – záložního obranného postavení na řece Vltavě. Konkrétně se jednalo o úsek od soutoku Vltavy a Lužnice po Slapy v délce 93 km. V některých pramenech je nazývána také jako "Skupina Benešov – Tábor").
Velitelem Skupiny 4 byl brigádní generál Václav Kuneš.
Stanoviště velitele se nacházelo ve Voticích.

## Úkoly Skupiny 4
Skupina 4 měla zajišťovat záložní obrannou linii na řece Vltavě a zabránit nepříteli v přechodu na její východní břeh. Tato obranná linie by pravděpodobně byla posílena také ustupujícími jednotkami I. sboru, které se nacházely v jižních a západních Čechách.
Původně spadal do sestavy Skupiny 4 také pěší pluk zajištění lehkého opevnění č. 207 (ZLO 207), střežící část Vltavské linie jižně od Týna nad Vltavou. Ten však byl na konci září podřízen VI. sboru.
Zajímavostí je, že Vltavská linie měla být původně zajištěna dvěma jednotkami. Mimo Skupiny 4 měla vzniknout ještě Skupina 3, která by byla odpovědná za obranu severní části linie. K tomu nakonec nedošlo a všechny jednotky určené pro toto obranné postavení byly zařazeny do Skupiny 4.
V úseku Vltavské linie bylo stavebně dokončeno 268 objektů lehkého opevnění vz. 37 (80% z plánovaného počtu), což spolu s příkrými svahy a relativně širokým tokem Vltavy dávalo naději k účinné obraně.
Na druhé straně jednotky zařazené v sestavě Skupiny 4 byly poměrně slabé. Pluky měly pouze po dvou praporech místo obvyklých tří a ani ty nebyly na plných stavech (na konci září měly v průměru 40% plánovaných počtů mužstva). Žádným pramenem není také doloženo, že by tyto jednotky disponovaly protitankovými zbraněmi.

## Podřízené jednotky[1]
- pěší pluk ZLO 205 (SV Sedlčany)
- pěší pluk ZLO 206 (SV Vysoký Chlumec)
- pěší pluk ZLO 208 (SV Opařany)
- dělostřelecké baterie 205 a 206
- telegrafní roty 151 a 152